# Julien Escudé
Julien Escudé (* 17. August 1979 in Chartres) ist ein ehemaliger französischer Fußballspieler. Er stand zuletzt beim türkischen Sportverein Beşiktaş Istanbul unter Vertrag. Er ist der jüngere Bruder des Tennisspielers Nicolas Escudé.

## Karriere

### Verein
Escudé begann seine Karriere in Frankreich bei der AS Cannes. 1998 stieß er im Alter von 19 Jahren zum Profikader und machte in seiner ersten Saison 21 Spiele für den damaligen Zweitligisten und erzielte dabei einen Treffer. Im Sommer vor der Saison 1999/2000 wechselte er ablösefrei zum Division-1-Vertreter Stade Rennes. In vier Jahren machte er 110 Spiele für Rennes, ehe er 2003 zu Ajax Amsterdam wechselte. In seinem ersten Jahr in Amsterdam wurde er niederländischer Meister. Nach 64 Spielen in der Eredivisie wechselte er im Januar 2006 zum FC Sevilla, mit dem er 2006 (4:0 gegen den FC Middlesbrough) und 2007 (6:5 n. E. gegen Espanyol Barcelona) den UEFA-Pokal gewann.

### Nationalmannschaft
2002 nahm Escudé mit seinem Land an der U-21-Fußball-Europameisterschaft in der Schweiz teil. Es war sein bis dahin erstes Turnier mit einem Jugendteam Frankreichs. 2006 gehörte er erstmals dem A-Kader an und bestritt einige Freundschaftsspiele und Partien zur Qualifikation für die Europameisterschaft 2008 (wieder in der Schweiz und Österreich).

## Erfolge
- Niederländischer Meister: 2004
- UEFA-Pokal-Sieger: 2006, 2007
- UEFA-Super-Cup-Sieger: 2006
- Spanischer Pokalsieger: 2007, 2010
- Spanischer Superpokalsieger: 2007